# Bloch MB 150
Il Bloch MB 150 ed i suoi derivati erano una famiglia di caccia monomotore ad ala bassa sviluppati e prodotti dall'azienda francese Société des Avions Marcel Bloch, sviluppo in seguito realizzato dalla Société nationale des constructions aéronautiques du sud-ouest (SNCASO), nei tardi anni trenta e primi anni quaranta.
Realizzati per equipaggiare i Groupes de Chasse dell'Armée de l'air, i reparti da caccia dell'aeronautica militare francese, con un nuovo modello, data la necessità di sostituire gran parte dei superati caccia allora presenti in linea, vennero utilizzati operativamente durante le fasi della Seconda guerra mondiale.

## Storia del progetto
In seno all'esigenza di rinnovare il parco velivoli in dotazione alla neoistituita Armée de l'air per adeguarli alle capacità operative e prestazioni degli ultimi modelli tecnologicamente più avanzati che le forze aeree mondiali stavano sviluppando, il 13 luglio 1934 il Service technique de l'aéronautique (STAé), per conto del Ministère de l'Air, emise una specifica per la fornitura di un nuovo aereo da caccia di classe C1, un monomotore monoposto caratterizzato dall'adozione di un motore radiale di produzione nazionale, dalla configurazione alare monoplana e dotato di carrello d'atterraggio completamente retrattile. Più volte modificata nei parametri giunse alla sua definitiva versione solo il 16 novembre 1935 successivo.
Alla richiesta rispose l'Avions Marcel Bloch che offrì un modello di costruzione interamente metallica, l'MB 150, e diverse altre aziende aeronautiche francesi: la Dewoitine che presentò il suo D.513, la Loire con il Loire 250, la Morane-Saulnier con l'MS.405, e la Nieuport con il Loire-Nieuport LN 161.

### Bloch MB 150
La Bloch affidò il progetto all'ingegnere francese Maurice Roussel il quale disegnò un velivolo convenzionale in ottemperanza alle specifiche che prevedeva un armamento basato su due cannoncini aeronautici Hispano-Suiza HS.404 calibro 20 mm posizionati uno per lato nelle semiali e sparanti fuori dal disco dell'elica. In questa configurazione il prototipo, caratterizzato da un corto carrello d'atterraggio di progettazione Bloch ed equipaggiato con un radiale Gnome-Rhône 14Kfs, in grado di erogare una potenza pari a 930 CV (684 kW) a 4 400 m di quota, collegato ad un'elica tripala in presa diretta, iniziò ad essere costruito negli stabilimenti di Courbevoie dal novembre 1935. Dopo una lunga e difficoltosa gestazione il velivolo, benché privo dell'armamento previsto e quindi dal minor peso a vuoto, tentò di essere portato in volo il 17 luglio 1936 senza tuttavia riuscire a staccarsi dal suolo. Nel frattempo l'MS.405 venne giudicato idoneo dalla commissione esaminatrice e le autorità statali francesi stipularono con la Morane-Saulnier un contratto di fornitura. L'episodio, unito alle deficienze riscontrate, sancì quindi la sospensione dello sviluppo da parte dell'Avions Marcel Bloch.
Il progetto tuttavia non venne completamente abbandonato: all'inizio del 1937 si avviò un programma di sostanziale modifica della cellula originale. Il prototipo, al quale venne assegnata la designazione MB 150-01, fu interessato dalla sostituzione dell'ala con una di diverso disegno, rinforzata e dalla superficie alare portata a 15,4 m², dalla sostituzione del carrello originale con uno dalle gambe di forza più lunghe, di produzione Messier, e dall'adozione di una motorizzazione dalla maggior potenza disponibile, un Gnome-Rhône 14N-0 a presa diretta capace di 940 CV (691 kW). In questa configurazione venne affidato al pilota collaudatore André Curvale e portato in volo, questa volta con successo, dal campo di volo aziendale a Villacoublay il 4 maggio 1937.
Durante la prima fase di sviluppo il prototipo durante la sua costruzione fu interessato dall'introduzione di una serie di modifiche, la più evidente delle quali fu la sostituzione del motore originale con uno Gnome-Rhône 14N07, anch'esso da 940 CV (691 kW) e collegato all'elica a presa diretta. Ridesignato MB 150-01M (per Modifié, modificato), durante le prove ufficiali del CEMA a Villacoublay effettuate nel dicembre 1937 riuscì a raggiungere una velocità massima di 434 km/h. Tornato a Courbevoie venne modificata l'ala portata dagli originali 10,026 m all'apertura di 10,128 m, i due radiatori posizionati sotto le semiali vennero sostituiti da un unico radiatore collocato sotto la fusoliera ed il motore venne nuovamente sostituito adottando uno Gnome-Rhône 14N-01 sempre da 940 CV ma dotato di un riduttore interposto ad un'elica dal maggior diametro. dopo un nuovo passaggio alla CEMA, nel marzo 1938, il timone venne modificato aumentandone leggermente la superficie e in quest'ultima configurazione, considerata quella di preserie, adottò il più potente motore Gnome-Rhône 14N-21 da 1 030 CV (757,5 kW).
Il Piano V (Plan V) emesso dal Ministero dell'aria francese in data 15 marzo 1938, prevedeva la fornitura di 940 nuovi e moderni caccia monoplani da destinare ai reparti dell'Armée de l'air nei successivi 12 mesi tuttavia le previsioni più ottimistiche attestavano la consegna di non più di 285 esemplari di Morane-Saulnier MS.406. malgrado le prestazioni generali giudicate insufficienti e la fase di sviluppo ancora non completata, l'MB 150 possedeva il vantaggio di essere equipaggiato con un motore radiale raffreddato ad aria al contrario dell'MS.406, equipaggiato con un Hispano-Suiza 12Y 12 cilindri a V raffreddato a liquido. Le due diverse fonti di approvvigionamento per i motori avrebbero potuto garantire una maggiore affidabilità in un parco di caccia moderni così che la Société des avions Marcel Dassault si vide notificare un contratto di fornitura, il nº 308/8 dell'aprile 1938, per tre esemplari sviluppati dall'MB 150 sui quali doveva essere studiato l'adattamento ad altri motori radiali di produzione nazionale in quel momento in fase di sviluppo (Gnome-Rhône 14P, Hispano-Suiza 14AA ed altri) o importati (Pratt & Whitney R-1830 Twin Wasp).

### Bloch MB 151, versione intermedia

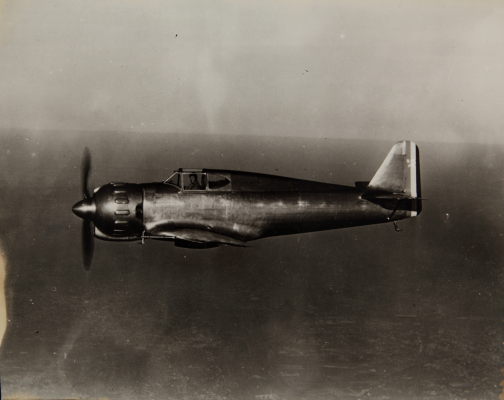
Bloch MB.151, 1939.

Nel frattempo l'azienda venne nazionalizzata ed inserita con altri produttori per formare un consorzio, la Société nationale des constructions aéronautiques du sud-ouest (SNCASO).
Il progetto della macchina operativa venne ridisegnato Bloch MB 151, e la speranza era di costruire 180 esemplari al mese nei 5 stabilimenti preposti alla produzione, a partire dalla fine del 1938. Il fatto che questo apparecchio non fosse totalmente competitivo nei confronti di quanto realizzato all'estero, non era sfuggito al gruppo di progettisti di Bloch, né ai responsabili dell'Armèe de l'air, pertanto venne posto ben presto ad ulteriori modifiche.

## Tecnica
L'aereo era molto compatto e robusto, totalmente metallico, ed il carrello d'atterraggio era retrattile: va detto però che il ruotino di coda era sostituito da un semplice pattino metallico fisso. I piani di coda erano controventati per aumentarne la robustezza, come sul Messerschmitt Bf 109.
Il motore, radiale con raffreddamento ad aria, era racchiuso in una cappottatura estremamente attillata, con le bugnature corrispondenti ai cilindri come sui Macchi M.C.200 italiani. I flabelli occupavano praticamente tutto il bordo posteriore della cappottatura, come ci si può attendere data la struttura tanto compatta che racchiudeva un motore di elevata potenza. Gli scarichi erano singoli e sistemati sotto la fusoliera. Il serbatoio, da circa 400 litri, era invece alloggiato nella parte posteriore della fusoliera, dietro il sedile e insieme alle bombole d'ossigeno e alla radio ricetrasmittente.
L'abitacolo era sistemato molto in avanti, e consentiva una insolitamente buona visione anteriore e sui lati. Era poi abbastanza sopraelevato rispetto alla fusoliera in modo da garantire un'accettabile visibilità anche nelle zone posteriori. Probabilmente aveva il seggiolino corazzato, mentre per certo disponeva di un mirino a riflessione, con quello a reticolo presente come aggiunta e sistemato fuori del parabrezza.
L'armamento, tutto alloggiato nelle ali, si basava su 4 mitragliatrici MAC 1934, arma standard dei velivoli francesi come anche il calibro, di 7,5 mm. L'armamento poteva essere costituito anche da due cannoni Hispano-Suiza da 20 mm.

## Evoluzione ed impiego
Al momento dell'entrata in guerra la Francia aveva solo 85 macchine, e la maggior parte non era operativa. Quasi tutti non avevano il sistema di puntamento, e a molti mancava anche l'elica. Questi episodi erano comuni nel caos dell'epoca, ma non si è capito bene se si trattasse anche di azioni di deliberato sabotaggio.
A parte questa inquietante tematica, il Bloch MB.151 avrebbe dovuto essere già stato prodotto in oltre 1.500 esemplari: invece ne vennero prodotti in tutto 121, anche perché la produzione venne spostata sul più potente MB 152, cosa che rallentò ancora le consegne.
Questo modello era e rimase il "vero" Bloch. Ora aveva un motore del 20% più potente, e finalmente non si sarebbe dovuto scegliere tra la scarsa efficacia di una batteria di sole mitragliatrici leggere e la scarsa autonomia di un armamento costituito da soli cannoni. Anche se alcuni aerei vennero equipaggiati di sole mitragliatrici, l'armamento standard era infatti di 2 cannoni Hispano-Suiza HS-404 con 120 colpi e 2 #MAC 1934 con 1.000.
Le prestazioni erano migliori del predecessore, aumentando la massima velocità orizzontale da 450–480 km/h a 520. Se si considera la scarsa maneggevolezza, l'incremento di prestazioni era certamente necessario per dare alla macchina sufficienti possibilità di sopravvivenza.
Nonostante i malfunzionamenti di molte componenti di vario genere, dalle armi che s'inceppavano col gelo dell'alta quota, al reticolo di puntamento non correttamente installato, i Bloch 152 erano delle macchine potenti. La loro autonomia era scarsa (ma il Bf 109 era superiore solo del 10%), però il tempo di salita era buono (6 minuti per raggiungere i 5.000 metri) e l'armamento, come la robustezza, era molto adatto ad affrontare i bombardieri; la scarsa maneggevolezza invece non avrebbe consentito un efficace ingaggio dei caccia nemici. L'ideale era quindi di affidare ai Bloch l'intercettazione dei bombardieri e ai Morane-Saulnier MS.406 o P-75 l'ingaggio dei caccia di scorta.
Quando l'offensiva tedesca si spostò ad Ovest, il 10 maggio 1940, erano stati già consegnati oltre 300 MB.152 ad almeno 8 gruppi. Altri 180 almeno vennero consegnati nel mese e mezzo successivo.
In combattimento aereo, i Bloch furono surclassati dai Messerschmitt Bf 109E sotto quasi ogni punto di vista e si dimostrarono più lenti perfino dei bimotori Bf 110. Tutte le unità di Bloch subirono pesanti perdite. Nella settimana di pesanti scontri  tra il 10 e il 17 maggio, era quasi normale che uno squadrone di Bloch decollasse con otto o nove aerei e tornasse con solo due o tre. Nella terza settimana di maggio le unità di Bloch erano state decimate e furono arretrate nell'area di Parigi per essere ricostituite. Ma le perdite continuarono ad essere pesanti:  il 3 giugno, 22  Bloch 152 del GC I/1, basato a Bretigny, decollarono per intercettare una grande formazione di bombardieri Dornier Do 217, ma prima che potessero disporsi per l’attacco, i Messerschmitt di scorta li intercettarono. Otto Bloch vennero abbattuti in altrettanti minuti mentre i francesi rivendicarono l’abbattimento di due Dornier e di due Bf 109.  
Esiste una storia non confermata di un Bloch che combatté contro un Bf 109 per circa mezz'ora, ritornando poi alla base dove si scoprì che aveva subito ben 300 colpi di proiettili. Pare che il pilota francese non se ne fosse nemmeno accorto (cosa davvero difficile da credere), ma questo fa capire quanto fosse difficile distruggere questi tozzi e robusti apparecchi.
Gli aerei francesi subirono in combattimento 86 perdite ma dichiararono 188 vittorie, con il secondo miglior risultato dell'Armée de l'air dietro solo ai meno numerosi P-75.
Il Bloch MB 152 era un discreto aereo da caccia, ma dopo l'armistizio la sua scarsa autonomia gli impedì di rischierarsi in Nord Africa, a differenza di macchine come il Dewoitine D.520.
I tedeschi si impossessarono dei 173 aerei rimasti operativi e ne cedettero 20 alla Romania. Alcuni MB.151 erano stati già venduti ai greci ed usati poi contro gli Italiani, ma con risultati non particolarmente rilevanti.
Nel frattempo lo sviluppo venne continuato con il Bloch MB 155, una macchina che davvero sfiorava l'eccellenza. L'aereo aveva infatti un motore da ben 1.180 cavalli che garantiva prestazioni paragonabili a quelle del D.520; i suoi cannoni erano finalmente affidabili e oltretutto avevano la prima versione dei cannoni HS-404 alimentati a nastro, con un incremento della potenza di fuoco e dell'affidabilità notevolissimo. I serbatoi vennero ingranditi per consentire una migliore autonomia nonostante il consumo aumentato, e componenti di ogni tipo erano stati migliorati, incluso il mirino a riflessione. La maneggevolezza invece probabilmente non ebbe incrementi. Il prototipo volò il 3 dicembre 1939.
Soltanto pochissimi esemplari vennero realizzati, ed usati forse solo negli ultimi giorni della battaglia, per essere successivamente impiegati di sicuro nell'aeronautica di Vichy.

## Confronti
Premesso che il Bloch 151 era davvero troppo modesto in termini di prestazioni per essere preso in considerazione per dei confronti, si tratterà qui la resa del più evoluto e prodotto MB.152.

## Lo straordinario epigono
La storia dei caccia Bloch non era però ancora finita, dal momento che i lavori per il modello MB 157 vennero portati molto avanti, anche se i componenti non furono assemblati in tempo per la fine dell'offensiva ad Ovest.
Quando i tedeschi lo trovarono decisero di costruirlo, e provandolo in volo scoprirono che non sarebbe stato inferiore al loro Focke-Wulf Fw 190, praticamente contemporaneo. A prescindere se le prestazioni in quota fossero o meno superiori a quelle (modeste) del tedesco, le caratteristiche erano infatti davvero formidabili: grazie al motore 14R da 1.580 cavalli, la massima velocità ottenuta fu di ben 710 km/h. Anche se forse tale valore venne raggiunto in configurazione non operativa, si trattava di uno straordinario risultato per una macchina del 1940, benché provata in volo solo nel marzo del 1942 (ed era ancora perfettamente competitiva).
Aveva in più un armamento di due cannoni da 20 mm e 4 mitragliatrici da 7,5 mm, paragonabile a quello standard dello Spitfire Mk.V.

## Utilizzatori
Francia
- Armée de l'air

 Francia di Vichy
- Armée de l'air de l'armistice

 Germania
- Luftwaffe (prede di guerra)